# إيستون (نيوهامشير)
إيستون (بالإنجليزية: Easton, New Hampshire)‏ هي بلدة أمريكية تقع في الولايات المتحدة في مقاطعة غرافتون (نيوهامشير). يقدر عدد سكانها بـ 254 نسمة ومساحتها 80.8 كم2 وترتفع عن سطح البحر 356 متر.

## أعلام
- بوده ميلر